# Asaramanitra Ratiarison
Asaramanitra Ratiarison (sinh ngày 7 tháng 1 năm 1988) là một judoka người Malagasy.
Cô đã tham dự Thế vận hội Mùa hè 2016 ở Rio de Janeiro, với 48 kg nữ. Cô đã bị đánh bại bởi Dayaris Mestre Alvarez của Cuba ở vòng đầu tiên. Cô là người mang cờ cho Madagascar trong lễ bế mạc.